# La salamandra d'oro
La salamandra d'oro (Golden Salamander) è un film del 1950 diretto da Ronald Neame.